# Kateřina de Mayenne
Kateřina de Mayenne (1585 – 8. března 1618) byla francouzskou šlechtičnou, která se stala sňatkem mantovskou vévodkyní.

## Život
Kateřina de Mayenne se narodila v roce 1585 jako dcera Karla II. Lotrinského, mladšího bratra Jindřicha I. de Guise, a jeho manželky Henriety de Savoie-Villars. Kateřina se 1. února 1599 v Soissons provdala za vévodu Karla Gonzagu. Aktivně pomáhala svému manželovi v řízení jeho panství. V roce 1604 o ni usiloval neústupný král Jindřich IV. S manželem se raději rozhodli opustit francouzský dvůr. Kateřina měla s Karlem šest dětí, tři syny a tři dcery.
Kateřina založila mnoho klášterů, opatství, kostelů, škol a nemocnic. V roce 1615 byla vybrána do družiny francouzských kněžen, aby doprovázela princeznu Alžbětu Francouzskou, sestru krále Ludvíka XIII., na hranice Francie a Španělska, kde se měla princezna vyměnit s nevěstou pro svého bratra, infantkou Annou Španělskou. Kateřina zemřela v roce 1618 v Hôtel de Nevers v Paříži na nachlazení.

## Potomci
- František Gonzaga (1606–1622), vévoda z Rethelu
- Karel Gonzaga (1609–1631), vévoda z Nevers a Rethelu, ⚭ 1627 Marie Gonzagová (1609–1660)
- Ferdinand Gonzaga (1610–1632), vévoda z Mayenne
- Ludovika Marie Gonzagová (1611–1667)
⚭ 1646 Vladislav IV. Vasa (1595–1648), polský král a velkokníže litevský
⚭ 1649 Jan II. Kazimír Vasa (1609–1672)
- Benedetta Gonzaga (1614–1637), abatyše v Avenay
- Anna Gonzagová (1616–1684) ⚭ 1645 Eduard Falcký (1625–1663)